# ポエティック・ジャスティス/愛するということ
『ポエティック・ジャスティス/愛するということ』（原題：Poetic Justice）は、1993年制作のアメリカ合衆国の恋愛ドラマ映画。ジョン・シングルトン監督、ジャネット・ジャクソン主演。ジャクソンは本作が映画初出演。

## あらすじ
ロサンゼルスで美容室に勤めるアフリカ系アメリカ人の女性ジャスティスは、12歳の時にアルコール依存症の母親が自殺、2年前に祖母を亡くしていた。さらに不良同士の抗争で恋人のマーケルを失って以来、詩を書くことが心の拠り所だった。郵便局員のラッキーはそんな彼女に一目惚れ、彼女の勤める美容室に時々現れては彼女を口説こうとするが、なかなか心を開かない。
ある日、ジャスティスはヘアデザイン・ショーに出場することになり、車で開催地のオークランドに向かうが、途中で車が故障し、立ち往生してしまう。そこに通りかかったのがラッキーの車。彼はジャスティスの親友のイーシャとそのボーイフレンドのシカゴと共に、やはりオークランドへ向かうところだった。
ジャスティスはやむなくラッキーの車に同乗、共にオークランドへ向かう。ラッキーは何とかジャスティスの心を開かせようと果敢にアタックする。ジャスティスは当初そんなラッキーを敬遠していたが、やがて2人は次第に打ち解けていく。

## キャスト
- ジャスティス：ジャネット・ジャクソン
- ラッキー：トゥパック・シャクール
- ジェシー：ティラ・フェレル
- イーシャ：レジーナ・キング
- シカゴ：ジョー・トリー
- マーケル：Qティップ
- ペネロープ：ロリ・ペティ
- シモーヌ：カンディ・アレキサンダー
- ブラッド：ビリー・ゼイン
- 郵便室のスーパーバイザー：クリフトン・コリンズ・Jr
- アン：ジェニファー・ルイス
- キム：キンバリー・ブルックス
- ジューン：マヤ・アンジェロウ[3]
- ヘイウッド：ロジャー・グーンヴァー・スミス
- マイケル・ラパポート

## 受賞
- 第14回ゴールデンラズベリー賞
  - 最低新人賞（ジャネット・ジャクソン）[4]
- 1994年度MTVムービー・アワード
  - 女性演技賞（ジャネット・ジャクソン）
  - Most Desirable Female（ジャネット・ジャクソン）[5][6][7]